# 30 Lyncis
30 Lyncis är en gulvit stjärna i huvudserien i stjärnbilden Lodjuret.
30 Lyncis har visuell magnitud +5,88 och är synlig för blotta ögat vid god seeing. Den befinner sig på ett avstånd av ungefär 105 ljusår.